# Blue Horizon (Wishbone Ash)
Blue Horizon è un album in studio del gruppo rock britannico Wishbone Ash, pubblicato nel 2014.

## Tracce
1. Take It Back - 6:01
2. Deep Blues - 5:28
3. Strange How Things Come Back Around - 6:01
4. Being One - 5:07
5. Way Down South - 6:45
6. Tally Ho! - 4:46
7. Mary Jane - 4:38
8. American Century - 5:07
9. Blue Horizon - 7:45
10. All There Is To Say - 7:24

## Formazione
Gruppo
- Andy Powell - chitarra, voce
- Muddy Manninen - chitarra, cori
- Bob Skeat - basso, cori
- Joe Crabtree - batteria, percussioni

Altri musicisti
- Pat McManus - violino, bouzouki
- Lucy Underhill - cori, voce
- Richard Young - percussioni
- Tom Greenwood - organo